# Habère-Poche
Habère-Poche är en kommun i departementet Haute-Savoie i regionen Auvergne-Rhône-Alpes i sydöstra Frankrike. Kommunen ligger i kantonen Boëge som tillhör arrondissementet Thonon-les-Bains. År 2022 hade Habère-Poche 1 484 invånare.

## Befolkningsutveckling
Antalet invånare i kommunen Habère-Poche
| Referens: INSEE |